# Метрическое время
Метрическое время — это измерение временных интервалов с использованием метрической системы. Современная система СИ определяет секунду как основную единицу времени и формирует кратные и дольные числа с метрическими префиксами, такими как килосекунды и миллисекунды. Другие единицы времени – минуты, часы и сутки – допускаются к использованию с СИ, но не входят в её состав. Метрическое время — это мера временных интервалов, а десятичное время — это средство записи времени суток.

## История
Секунда получила свое название от шестидесятеричной системы счисления, которая возникла у шумеров и вавилонян. Эта система делит базовую единицу на шестьдесят минут, каждую минуту на шестьдесят секунд, а каждую секунду на шестьдесят уровней. Слово «минута» происходит от латинского pars minuta prima, что означает «первая малая часть», а «секунда» — от pars minuta secunda или «вторая малая часть». Угловая мера также использует шестидесятеричные единицы; здесь это градус, который делится на минуты и секунды, а в измерении времени это час.
28 марта 1794 года председатель французской комиссии, разработавшей метрическую систему, Жозеф-Луи Лагранж предложил использовать в качестве базовой единицы времени день (фр. jour) с делениями на деци-жур и санти-жур. Окончательная система, введённая в 1795 году, включала единицы длины, площади, сухого объёма, вместимости жидкости, веса или массы и валюты, но не времени. Десятичное время суток было введено во Франции двумя годами ранее, но было отменено одновременно с введением метрической системы и не соответствовало метрическому образцу базовой единицы и единиц с префиксом.
Базовые единицы, эквивалентные десятичным делениям дня, например 1/10, 1/100, 1/1000 или 1/100 000 дня, или другим делениям дня, например 1/20 или 1/40 дня, также были предложены, с различными названиями. Такие альтернативные единицы не получили заметного признания. Санти-день (называемый по-китайски kè) использовался в Китае на протяжении тысячелетий. Санти-день составляет около 14,4 минут. В XIX веке Жозеф Шарль Франсуа де Рей-Пайад предложил использовать сантидень, сокращённо cé, разделенный на 10 децисе (decicés), 100 сантисе (centicé), 1000 миллисе (millicé) и 10 000 димисе (dimicé).
Джеймс Клерк Максвелл и Элиу Томсон (через Британскую ассоциацию развития науки, или BAAS) ввели систему единиц сантиметр-грамм-секунда в 1874 году для получения электрических и магнитных метрических единиц, следуя рекомендации Карла Фридриха Гаусса в 1832 году.
В 1897 году Французское бюро долгот создало Комиссию по десятичной системе времён во главе с математиком Анри Пуанкаре в качестве секретаря. Комиссия предложила сделать стандартный час базовой единицей метрического времени, но это предложение не получило одобрения и в конечном итоге от него отказались.
Когда современная система СИ была определена на 10-й Генеральной конференции по мерам и весам в 1954 году, эфемеридная секунда (1/86400 среднего солнечного дня) была сделана одной из основных единиц системы. Поскольку вращение Земли медленно замедляется с неравномерной скоростью и, таким образом, не подходит в качестве точки отсчёта для точных измерений, секунда СИ позже была переопределена более точно как продолжительность 9 192 631 770 периодов излучения, соответствующих переходу между двумя сверхтонкими уровнями основного состояния атома цезия-133. Международные стандартные атомные часы используют измерения цезия-133 в качестве основного эталона.

## Префиксы
Метрические префиксы для единиц секунды обычно используются в науке и технике. Особенно распространены миллисекунды и микросекунды. Префиксы, кратные секундам, используются редко:
| Степень | Название единицы | Секунд        | В общих единицах |
| ------- | ---------------- | ------------- | ---------------- |
| 101     | декасекунда      | 10            | 0.17 минуты      |
| 102     | гектосекунда     | 100           | 1.67 минуты      |
| 103     | килосекунда      | 1000          | 16.7 минуты      |
| 106     | мегасекунда      | 1 000 000     | 11.6 суток       |
| 109     | гигасекунда      | 1 000 000 000 | 31.7 года        |